# Анита Лус
Анита Лус (на английски: Anita Loos) е американска писателка на бестселъри в жанра съвременна сатирична проза, сценарист и драматург.

## Биография и творчество
Анита Лус е родена на 26 април 1889 г. в Маунт Шаста (Сизънс), Сискию, Калифорния, САЩ. Баща ѝ Ричард Бирс Лус е бил журналист и издател на вестник, в който майка ѝ Минерва „Мини“ Смит изпълнява по-голяма част от работата. Има двама братя.
През 1892 г. семейството се премества в Сан Франциско, където баща ѝ закупува вестника „Драматични събития“ (нещо като полицейски вестник), а средствата за покупката са взети назаем от бащата на съпругата му. Баща ѝ обаче е алкохолик и прахосник. Тъй като е красива, Лус още като дете става актриса в театъра, печели и често става опора на семейството в продължение на години. През 1903 г. баща ѝ става управител на кино и семейството се установява в Сан Диего.
Анита Лус още от шест годишна мечтае да стане писателка, както и да се освободи от семейната зависимост. След като завършва гимназията на Лус и хрумва идеята да пише вестник на различни социални теми, като ги публикува чрез свой млад приятел от Ню Йорк. Пише добре и получава авторски възнаграждения.

### Сценарист
Всяка вечер Анита Лус гледа много филми в киното и през 1911 г. решава самата тя да напише история или сценарий за филм. Изпраща няколко истории на филмовото дружество „Biograph“. Третият ѝ сценарий „The New York Hat“ е първият, който е определен за филмиране през 1912 г. и за него тя получава 25$. Екранизацията се извършва от режисьора Дейвид Грифит с участието на Мери Пикфорд и Лайънъл Баримор в главните роли.
Лус описва истории почерпени от самия живот, от близки приятели на баща ѝ и братята ѝ, от богатите туристи в Сан Диего. Така между 1912 г. и 1915 г. написва над 100 истории за киното и за продукциите на известния режисьор, с което става много търсена и известна.
За да се отдели от семейството си Анита Лус се омъжва за Франк Палма младши през 1915 г. Но Франк се оказва без пари и твърде скучен за нейния живот. След шест месеца тя прекратява връзката си с него. Развеждат се официално през 1919 г.
През 1915 и 1916 г. работи за компанията „Triangle Film“. Пише текста за епичната продукция „Intolerance“ и отива за първи път на премиерата в Ню Йорк. Прекарва есента там и се среща с Франк Кроуниншилд от „Vanity Fair“, с когото си сътрудничи в следващите десетилетия.
Връща се в Калифорния, напуска „Triangle Film“ и се присъединява към Джон Емерсън, нейният бъдещ съпруг. Възлагат ѝ да пише подходящи сценарии за актьора Дъглас Феърбанкс, който иска да реализира своите атлетически способности в бандитски приключенски роли. Тя се заема с цялата си енергия и скоро той се превръща в един от най-големите звезди на Холивуд.
През 1918 г. компанията „Lasky“ предлага на двойката Емерсън-Лус да работят в Ню Йорк. Двамата заедно със сценаристката Франсис Марион се преместват в наета къща в Лонг Айлънд. Филмите към тази компания не са така успешни, защото не участват водещите артисти.
На 15 юни 1919 г. тя се омъжва за Джон Емерсън. Двамата живеят заедно до смъртта му на 7 март 1956 г. Освен да пишат заедно сценарии, двамата издават и две общи документални книги, въпреки че на практика те са написани предимно от Лус.
В Ню Йорк Анита Лус работи и за актрисите сестрите Талмаж. С Констанс Талмадж стават добри приятелки и заедно ходят до Париж, където се срещат с пребиваващите там американски и европейски писатели.

### Драматург
През 1923 г. Лус се насочва към театъра. Първата ѝ пиеса „The Whole Town's Talking“ е поставена на 29 август 1923 г. в театър „Бижу“ с добри отзиви и умерен успех.
Всеки вторник Анита Лус се събира със своите приятелки – сестрите Талмадж, Марион Дейвис, Мерилин Милър, Адел Астер и други известни съпруги, на т.нар. соарета на „вторнишките вдовици“ и ходят заедно в един от любимите си клубове в Харлем. Това оказва влияние в нейното късно творчество. По-късно се включва в приятелския кръг на Х. Менкен, Теодор Драйзър, Шерууд Андерсън, Синклер Луис и др.

### Писател
През 1925 г., под влияние на кръга около Менкен, започва да пише своя първи и най-известен сатиричен роман „Джентълмените предпочитат блондинки“. В него, под формата на дневници, се описва историята на сребролюбивата блондинка Лорелай Лий, хитра жена на свободните нрави и с високо самочувствие, за която скъпите дрънкулки са по-ценни от брачните свидетелства. Публикувана с малък тираж през ноември 1925 г. тя се разграбва веднага, и от уста на уста се превръща бестселър с многобройни издания. Книгата е преведена на над 15 езика по целия свят.
Следващата година Лус адаптира романа за пиеса в театъра. През 1928 г. романът е адаптиран за киното. Участието в него на актрисата Рут Тейлър (като Лорелай Лий) е толкова успешно, че тя веднага се омъжва за милионер. През 1953 г. е направен нов римейк на филма с участието на Мерилин Монро.
През 1927 г. Анита Лус написва продължението му в романа „Джентълмените се женят за брюнетки“, който е публикуван през следващата година. През 1955 г. той също е филмиран с участието на Джейн Ръсел и Жан Крейн.
В периода 1927 – 1929 г. двойката Лус и Емерсън пътуват много, но кризата и неразумно инвестираните пари на семейството от страна на съпруга ѝ я принуждават отново да започне да пише усилено. През 1931 г. двамата се разделят и живеят отделно, а Лус започва да пише за „Метро Голдуин Майер“.
Първият проект „Red-Headed Woman“ 1932 г. е много успешен, прави Жан Харлоу звезда, а Лус е отново в предната редица на сценаристите. Премества се в апартамент в Холивуд, през 1934 г. си купува къща в Бевърли Хилс, а през 1936 г. къща на плажа в Санта Моника. Активно участва в живота на звездите и техните извън филмови прояви.
От 1935 г. с образуването на Гилдията на писателите тя си сътрудничи с Робърт Хопкинс. През 1936 г. преминава на работа към „United Artists“, но после пак се връща към „MGM“, за която работи по време на Втората световна война.
През есента на 1946 г. Лус се връща в Ню Йорк и като свободен писател отново работи за Бродуей. През 1950 г. написва третия си роман „A Mouse Is Born“, след което заминава за Европа след 20 години раздяла.
През 1951 г. адаптира за сцената романа „Gigi“ на писателката Колет. В главната роля играе Одри Хепбърн, която с тази роля става известна звезда. През 1958 г. Лус адаптира друг роман на Колет – „Chéri“ с участието на Ким Стенли и Хорст Бухолц.
През 1961 г. Лус написва последния си художествен роман „No Mother to Guide Her“. В следващите години тя пише само документални книги започвайки с автобиографичния „A Girl Like I“ от 1966 г., продължавайки с два романа за Холивуд, и завършвайки с историята за сестрите Констанс и Норма Талмадж.
След прекарана белодробна инфекция Анита Лус умира от инфаркт на 18 август 1981 г. в Ню Йорк. Тя оставя такъв неповторим отпечатък в киното и литературата, че на нейната панихида приятелите ѝ Хелън Хейс, Рут Гордън и Лилиан Гиш забаляват опечалените с анекдоти от творчеството ѝ, а Жул Стейн изпълнява песни от нейните мюзикъли, вкл. „Диамантите са най-добрият приятел на момичетата“.

## Произведения

### Самостоятелни романи
- Gentlemen Prefer Blondes: The Illuminating Diary of a Professional Lady (1925)
Мъжете предпочитат блондинки..., изд. „Ив. Г. Игнатов и синове“ (1929), прев. Димитър Симидов
Джентълмените предпочитат блондинки, изд. „Слово“ (1994), прев. Татяна Колева
- But Gentleman Marry Brunettes (1928)
Джентълмените се женят за брюнетки, изд. „Слово“ (1994), прев. Татяна Колева
- A Mouse Is Born (1951)
- No Mother to Guide Her (1961)

### Пиеси
- The Whole Town's Talking (1923)
- The Fall of Eve (1925)
- Gentlemen Prefer Blondes (1926)
- The Social Register (1931)
- Happy Birthday (1946)
- Gentlemen Prefer Blondes – мюзикъл (1949)
- Gigi (1951) – в съавторство с Колет
- Chéri (1959)
- The King's Mare (1967)
- Lorelei (1974)

### Сборници
- Fate Keeps On Happening: Adventures of Lorelei Lee and Other Writings (1984)

### Документалистика
- How to Write Photoplays (1920) – в съавторство с Джон Емерсън
- Breaking Into the Movies (1921) – в съавторство с Джон Емерсън
- A Girl Like I (1966)
- Twice Over Lightly (1972) – в съавторство с Хелън Хейс
- Kiss Hollywood Good-by (1974)
- Cast of Thousands (1977)
- The Talmadge Girls (1978)

### Филмография
- My Baby (1912)
- The Musketeers of Pig Alley (1912)
- The New York Hat (1912)
- A Narrow Escape (1913)
- The Wedding Gown (1913)
- His Hoodoo (1913) – по „The Making of a Masher“
- Pa Says (1913) – по „The Queen of the Carnival“
- A Cure for Suffragettes (1913)
- A Fallen Hero (1913)
- A Horse on Bill (1913)
- Binks' Vacation (1913)
- Highbrow Love (1913)
- How the Day Was Saved (1913)
- Oh, Sammy! (1913)
- The Hicksville Epicure (1913)
- The Power of the Camera (1913)
- The Suicide Pact (1913)
- His Awful Vengeance (1913)
- The Lady in Black (1913)
- The Mistake (1913)
- The Telephone Girl and the Lady (1913)
- The Widow's Kids (1913)
- The Sisters (1914)
- A Lesson in Mechanics (1914)
- Nearly a Burglar's Bride (1914)
- Some Bull's Daughter (1914)
- The Deceiver (1914)
- The Road to Plaindale (1914)
- The Saving Grace (1914)
- The Saving Presence (1914)
- A Corner in Hats (1914)
- A Flurry in Art (1914)
- Gentleman or Thief (1914)
- Nell's Eugenic Wedding (1914)
- The Fatal Dress Suit (1914)
- The Man on the Couch (1914)
- The Million Dollar Bride (1914)
- The Gangsters of New York (1914)
- A Bunch of Flowers (1914)
- Billy's Rival (1914)
- For Her Father's Sins (1914)
- Izzy and His Rival (1914)
- The Girl in the Shack (1914)
- The Hunchback (1914)
- The Last Drink of Whiskey (1914)
- The White Slave Catchers (1914)
- When the Road Parts (1914)
- A Ten-Cent Adventure (1915)
- Mixed Values (1915)
- The Deacon's Whiskers (1915)
- The Lost House (1915)
- The Fatal Finger Prints (1915)
- Stranded (1916)
- Macbeth (1916)
- A Calico Vampire (1916)
- Laundry Liz (1916)
- The French Milliner (1916)
- The Americano (1916)
- The Wharf Rat (1916)
- A Corner in Cotton (1916)
- American Aristocracy (1916)
- Intolerance: Love's Struggle Throughout the Ages (1916)
- The Mystery of the Leaping Fish (1916)
- A Wild Girl of the Sierras (1916)
- His Picture in the Papers (1916)
- The Children Pay (1916)
- The Half-Breed (1916)
- The Little Liar (1916)
- The Matrimaniac (1916)
- The Social Secretary (1916)
- In Again, Out Again (1917/II)
- A Daughter of the Poor (1917)
- Down to Earth (1917)
- Reaching for the Moon (1917)
- Wild and Woolly (1917)
- Good-Bye, Bill (1918)
- Hit-the-Trail Holliday (1918)
- Let's Get a Divorce (1918)
- Come on In (1918)
- A Virtuous Vamp (1919)
- A Temperamental Wife (1919)
- Oh, You Women! (1919)
- Under the Top (1919)
- Getting Mary Married (1919)
- The Isle of Conquest (1919)
- The Branded Woman (1920)
- Dangerous Business (1920)
- Two Weeks (1920)
- The Perfect Woman (1920)
- The Love Expert (1920)
- In Search of a Sinner (1920)
- Woman's Place (1921)
- Mama's Affair (1921)
- Polly of the Follies (1922)
- Red Hot Romance (1922)
- Dulcy (1923)
- Three Miles Out (1924)
- Learning to Love (1925)
- The Whole Town's Talking (1926)
- Stranded (1927)
- Gentlemen Prefer Blondes (1928) – по романа
- The Fall of Eve (1929)
- Ex-Bad Boy (1931 „The Whole Town's Talking“)
- The Struggle (1931)
- Blondie of the Follies (1932)
- Red-Headed Woman (1932)
- Hold Your Man (1933)
- Midnight Mary (1933)
- The Barbarian (1933)
- The Girl from Missouri (1934)
- The Cat and the Fiddle (1934)
- The Social Register (1934)
- Biography of a Bachelor Girl (1935)
- Riffraff (1936)
- San Francisco (1936)
- Saratoga (1937)
- Mama Steps Out (1937)
- The Cowboy and the Lady (1938)
- Another Thin Man (1939)
- The Women (1939)
- Babes in Arms (1939)
- Strange Cargo (1940)
- Susan and God (1940)
- Blossoms in the Dust (1941)
- When Ladies Meet (1941)
- They Met in Bombay (1941)
- I Married an Angel (1942)
- A Tree Grows in Brooklyn (1945)
- The Buick Circus Hour (1952)
- Gentlemen Prefer Blondes (1953) – по романа
- Gentlemen Marry Brunettes (1955) – по романа
- Producers Showcase „Happy Birthday“ (1956)